# Överhäng (fordon)
Överhäng på ett fordon är den del i längdenheter som skjuter ut förbi hjulbasen vid fram- och bakaxeln. Större överhäng märks främst på stora och tunga fordon så som bussar och lastvagnar medan mindre överhäng märks på mikrobilar och personvagnar.

Främre överhäng (A) och bakre överhäng (B).

Traditionellt används stort överhäng för att få plats med större motorer, öka säkerheten och utöka bagageutrymme. Nackdelarna är att det kan bli svårare att manövrera tuffare terräng, därför är ofta fordon tillverkade för detta ändamål, som Jeep och Hummer, designade med kortare överhäng. 
I bussar och lastvagnar används främre överhänget för öka manöverbarheten, detta märks främst på bussar. När främre hjulaxeln är placerad längre bak betyder detta en mindre svängradie, alltså kan man ta skarpare kurvor än ifall hjulaxeln hade varit placerad längre fram. Nackdelen, speciellt på bussar, är att det ökar risken för att gående blir träffade med överhänget när fordonet svänger ut eller in till en vägkant om gående personen är för nära vägkanten.